# San Gemini
San Gemini est une commune italienne de la province de Terni, dans la région Ombrie. Le village a obtenu le label des Plus Beaux Bourgs d'Italie.

## Économie
L'économie de la ville est en partie liée aux stations thermales et à sa production de la Sangemini, une eau minérale naturelle célèbre en Italie.

## Administration
| Période                                  | Période | Identité | Étiquette | Qualité |
| ---------------------------------------- | ------- | -------- | --------- | ------- |
|                                          |         |          |           |         |
| Les données manquantes sont à compléter. |         |          |           |         |

### Hameaux
Colle Pizzuto, Quadrelletto, Sangemini Fonte.

### Communes limitrophes
Montecastrilli, Narni,  Terni.